# San Mateo Mexicaltzingo
San Mateo Mexicaltzingo est une municipalité de l'État de Mexico, au Mexique. Elle couvre une superficie de 12,2 km2 et compte 12 796 habitants en 2015.